# تشاك روزنتال
تشاك روزنتال (بالإنجليزية: Chuck Rosenthal)‏ هو محامي أمريكي، ولد في 7 فبراير 1946 في اليس في الولايات المتحدة.